# Аурахталь
Аурахталь (нім. Aurachtal) — громада в Німеччині, розташована в землі Баварія. Підпорядковується адміністративному округу Середня Франконія. Входить до складу району Ерланген-Гехштадт. Центр об'єднання громад Аурахталь.
Площа — 18,40 км2. Населення становить 3080 ос. (станом на 31 грудня 2020).